# Phare du cap Bitou
Le phare du cap Bitou ou de Pitou Chiao (chinois traditionnel: 鼻頭角燈塔; pinyin: Bítóujiǎo dēngtǎ) est un phare situé au cap Bitou, dans le district de Ruifang, dans le Nouveau Taipei, à Taïwan.  

## Histoire

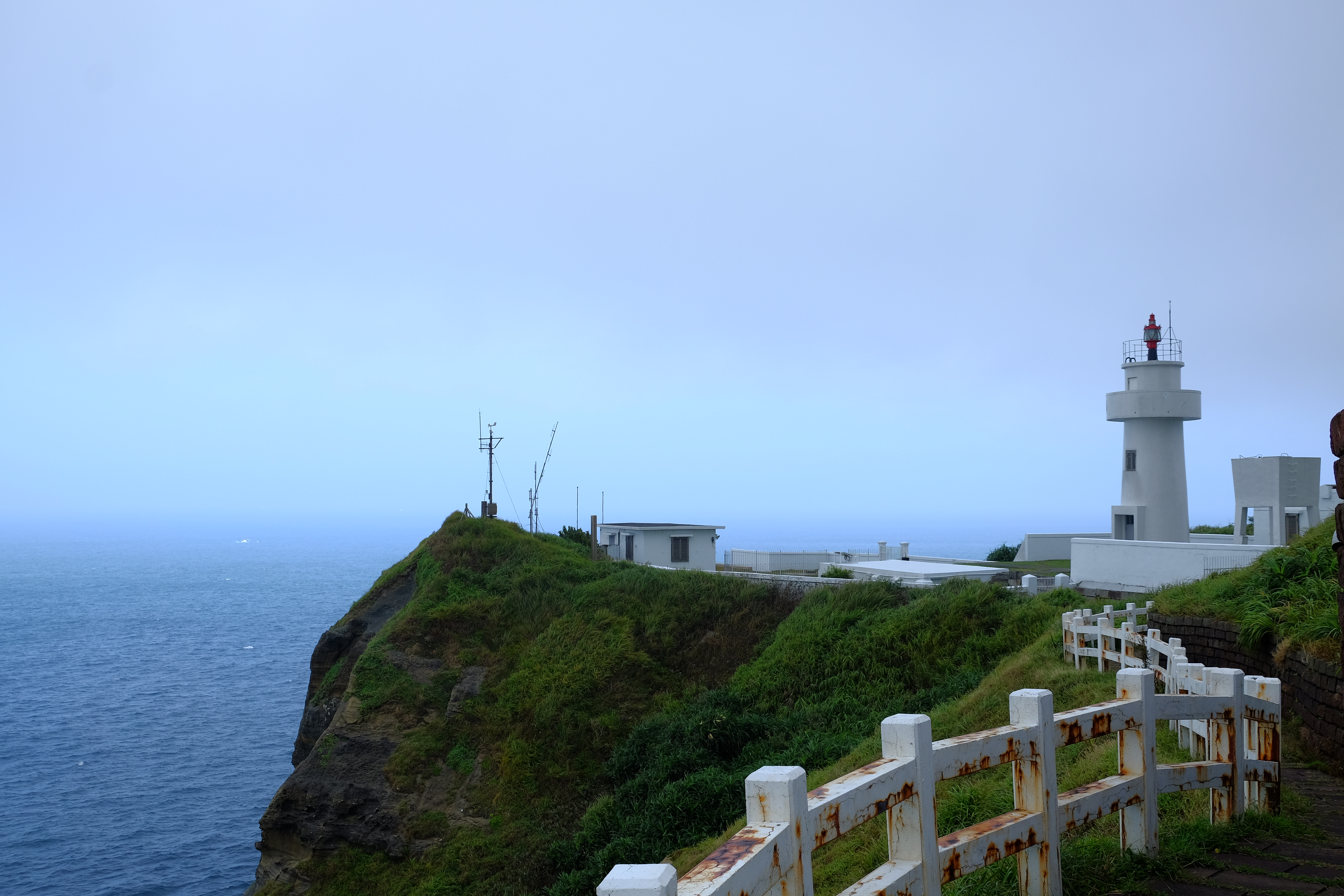
Le phare du cap Bitou

Le phare fut construit par les Japonais en 1897. En 1971, il fut réparé en raison de dommages causés par la Seconde Guerre mondiale. 

## Architecture
Le phare est une tour ronde en béton blanc d’une hauteur de 12,3 mètres. 